# あなたはだんだん欲しくなる
『あなたはだんだん欲しくなる』（あなたはだんだんほしくなる）は、2022年7月7日から9月15日までBS-TBS、BS-TBS4Kの「木曜ドラマ23」枠にて放送されたテレビドラマ。主演は、連続ドラマ初主演となる芋生悠。全10回。
ふとしたことからテレビショッピング番組のプレゼンターとなった女性が、様々な困難を乗り越えながら少しずつ成長していく姿を描く。

## キャスト

### 主要人物
鈴木きらら（すずき きらら）
演 - 芋生悠
主人公。福島県出身。小野のカフェに同居し、バイトしながら就活に励んでいる。
偶然知り合った伸から、テレビショッピング番組のプレゼンターに強引に誘われる。
当初はプレゼンターの仕事にためらいがあったが、数々の人との出会いを通し、プレゼンターの仕事を好きになり、心の底からずっと続けたいと思うようになる。
テレビショッピング事業部が廃止されるという噂を聞き、廃止を回避するため世界一周クルーズの旅行商品を企画、手配し、自分が偶然の出会いで素晴らしいテレショッピングの仕事に出会えたように、お客様もクルーズ旅行で素敵な出会いが待っているかもしれないと自分の言葉でプレゼンし、商品を完売させる。
穂村伸（ほむら しん）
演 - 栁俊太郎（幼少期：田村奏多）
「ザ・ショッピングSHOW」を運営する会社「ルフォンリテイリング」の制作本部長。番組プロデューサー。
幼少期に両親が離婚し、父・太蔵に引き取られており、幼い頃は父がテレビショッピングでプレゼンする姿をワクワクしながら視聴していた。
商品の買い叩きと、きららを人事にゴリ押しという記事が週刊誌に掲載され、売上が低迷したため、記事は事実無根であると釈明した上で、真摯に謝罪すると、その日は通常の3倍の売上となった。
テレビショッピング事業部が廃止されるため上海支部に転勤すると思われたが、テレビショッピング事業部は廃止されることはなく、上海支部での仕事が軌道に乗れば、きららのもとに帰ってくると言い残し、日本を旅立つ。

### 「ザ・ショッピングSHOW」関係者
松宮健（まつみや たけし）
演 - 松平健
大物俳優。プレゼンターも務める。通称マツケン。
海江田明日香（かいえだ あすか）
演 - 桜井玲香
人気ナビゲーター。きららのライバルとなる。実家は老舗旅館。
ヘッドハントされたことを機に「ザ・ショッピングSHOW」を卒業するが、オファー先には行かず起業し、「美活チャンネル」のライブコマースで美容グッズを販売するようになる。
櫻木優（さくらぎ ゆう）
演 - 中村隼人
元人気子役。プレゼンター。緊張すると腹痛に襲われる。
子役時代は「ちびっ子先生」という当たり役に恵まれ、松宮と親子役で共演している。
一人で任されたプレゼンでの失敗でプレゼンターを辞めることになるが、伸の紹介でTBSラジオのラジオショッピングのプレゼンターに転身する。
池田浩介（いけだ こうすけ）
演 - 渡邉甚平
アシスタントディレクター。
木下洋子（きのした ようこ）
演 - 黒田こらん
ディレクター。
岩倉（いわくら）
演 - 斉藤直樹
「ルフォンリテイリング」専務。
スキャンダル記事でテレショッピングの売上が落ちたことから、伸に嫌味を言う。
穂村太蔵（ほむら たいぞう）
演 - 竹中直人
「ルフォンリテイリング」社長。伸の父親。
プレゼンター出身で、伸が幼い頃にはポルシェをテレショッピングでプレゼンしたこともある。
身分を隠し、出入り業者の「ガマゴオリ ムネユキ」を名乗り、きららに商品を通じてお客様に広がる夢を見せるのが一流のプレゼンターであると教える。
きららたちのテレビショッピングの活躍に触発され、自身も現場の第一線で仕事がしたくなったことから、伸の後任のテレビショッピング事業部・部長に就任する。

### きららの関係者
小野希（おの のぞみ）
演 - 吉田仁人（M!LK）
カフェ「LUKE」のオーナー。きららの同居人。ナビゲーターの明日香の大ファン。
鈴木節子（すずき せつこ）
演 - 高橋惠子
きららの母親。地元福島の道の駅で働いている。
スキャンダル記事を見てきららを心配し、同窓会を口実に上京、きららを励ます。

### ゲスト

#### 第1話
レジェンド松下（レジェンドまつした）
演 - レジェンド松下（本人役）（第3話）
伝説のプレゼンター。
橘美咲（たちばな みさき）
演 - 中西悠綺
きららのバイト先であるホームセンターの同僚。
野菜のみじん切り器「チョッパーチョッパー」を大量に誤発注してしまう。
水野（みずの）
演 - 水野直
ホームセンターの店長。
きららの勝手な「チョッパーチョッパー」値引き販売に怒るが、伸が全部買い取りしてくれたことで大喜びする。
ホームセンターの客
演 - 田中みのり
「チョッパーチョッパー」に魅力を感じた客。
女性客
演 - 中村梨子
主婦
演 - 村井那実
マネージャー
演 - 菜本みくる（第2話）
松宮健に付き添うマネージャー。

#### 第3話
カピル・ミタル
演 - カピル・ミタル（本人役）
ジュエリーのプレゼンター。買付から卸までこなすジュエリーのスペシャリスト。
紹介する宝石が美しく映るように、照明やカメラ位置に細心の注意を払いスタッフに指示を出す。

#### 第4話
エプロン太田
演 - エプロン太田（太田智子）（本人役）
エプロンがトレードマークのプレゼンター。実演販売士。
実演販売講座を開講し、きららと櫻木に「自分の言葉を見つける」ノウハウを伝授する。

#### 第5話
あいりと友人たち
演 - 蛭田愛梨、石原愛梨沙、桐乃みゆ（以上、虹のコンキスタドール）
街で見かけた櫻木が「ちびっ子先生」と気付き、声をかけてくる。
鷹見
演 - 池畑暢平（第7話）
「ルフォンリテイリング」社員。
商品選定会議で櫻木がクライアントからプレゼンターの指名を受けていることを伝える。
地元のジャンボなめこを提案したきららに、テレショッピングで扱う食材は、出荷量（数量確保）、出荷方法（鮮度確保）、商品価値（差別化）の3つが大事と説明する。

#### 第6話
亀田
演 - 真砂京之介
ベテランプレゼンター。伸を幼い頃から知る。持病の糖尿病の悪化を理由に、きららを圧力鍋のプレゼンターに指名する。
手軽においしく調理できる電気圧力鍋に対し、圧力鍋は手間をかけてでも大切な人においしい料理を味わってもらいたい「料理は愛情」の気持ちがこもっていると熱弁する。

#### 第7話
クレーマーの電話主
声 - 見里瑞穂
きららがプレゼンする福島産のなめこ煮が特別価格と銘打っているのにもかかわらず、他の産地のものより高額なことにクレームをつけるが、きららからこだわりの生産方法である説明を受け、興味を示し商品を購入する。
鴨川
演 - 藤井びん
福島のなめこ農家。震災で被害を受け出荷できなかったなめこを避難所で振る舞った際、低温でじっくり培養され、美味さが凝縮されていたことに気づき、それ以来こだわりの製法で栽培していることをきららに教える。

#### 第8話
関取花
演 - 関取花
TBSラジオ『パンサー向井の#ふらっと』のラジオパーソナリティー。櫻木が番組内のラジオショッピングでプレゼンするシャワーヘッドを欲しがる。
喜入友浩
演 - 喜入友浩 （TBSアナウンサー）
『パンサー向井の#ふらっと』に出演するTBSアナウンサー。

#### 第9話
「ルフォンリテイリング」の社員
演 - 横内亜弓
きららの母・節子が「ルフォンリテイリング」に来社したことを伸に伝える。

## スタッフ
- 脚本 - モトイキシゲキ、イナガキマサヒロ、森山あけみ
- 脚本協力 - 川崎僚
- 監督 - 熊谷祐紀、伊藤良一、川崎僚、川村清人、イナガキマサヒロ
- TVショッピング監修 - 太田智子[15]
- 音楽 - 鎌田雅人
- 主題歌 - ビッケブランカ「This Kiss」（avex trax）[22]
- 撮影協力 - GSTV、スタイリングライフ・ホールディングス（BCLカンパニー）[23]
- プロデューサー - 増田悟司（ユニークブレインズ）、元生茂樹（プロデュースNOTE）、伊藤良一
- エグゼクティブプロデューサー - 鈴木早苗（BS-TBS）[2]、守澤崇（BS-TBS）
- 制作協力 - ユニークブレインズ、TBSグロウディア
- 制作プロダクション - .yell inc.（エールインク）
- 製作 - BS-TBS、プロデュース NOTE

## 放送日程
| 各話   | 放送日  | サブタイトル                       | 脚本             | 監督             |
| ------ | ------- | ---------------------------------- | ---------------- | ---------------- |
| 第1話  | 7月07日 | 恋とTVショッピング、キセキの出会い | モトイキシゲキ   | 熊谷祐紀         |
| 第2話  | 7月14日 | TV初出演は大騒ぎ!                  | モトイキシゲキ   | 熊谷祐紀         |
| 第3話  | 7月21日 | 悪魔のレッスンと恋の魔法           | イナガキマサヒロ | 熊谷祐紀         |
| 第4話  | 7月28日 | 業界激震!?衝撃のデビュー           | イナガキマサヒロ | 伊藤良一         |
| 第5話  | 8月04日 | 涙の生放送、そして…                | イナガキマサヒロ | 伊藤良一         |
| 第6話  | 8月11日 | 大切なもの、大切な人               | イナガキマサヒロ | イナガキマサヒロ |
| 第7話  | 8月25日 | 伝えるんだ!自分だけのストーリー    | イナガキマサヒロ | 川崎僚           |
| 第8話  | 9月01日 | 恋の魔法がかかる夜                 | 森山あけみ       | 川村清人         |
| 第9話  | 9月08日 | スキャンダルを乗り越えろ!          | 森山あけみ       | 川村清人         |
| 最終話 | 9月15日 | 完売御礼!キセキの結末              | 森山あけみ       | 川村清人         |

- 8月18日は特別編成のため放送休止。

## 配信
| 配信開始月  | 配信サイト | 配信料金     | 備考            |
| ----------- | ---------- | ------------ | --------------- |
| 2022年7月 - | TBS FREE   | 広告付き無料 | 見逃し配信      |
| 2022年7月 - | TVer       | 広告付き無料 | 見逃し配信      |
| 2022年7月 - | GYAO!      | 広告付き無料 | 見逃し配信      |
| 2022年7月 - | ひかりTV   | 定額制有料   | 配信期間は1年間 |
| 2022年7月 - | U-NEXT     | 定額制有料   | 配信期間は1年間 |
| 2022年7月 - | Paravi     | 定額制有料   | 配信期間は1年間 |

- 放送翌日（Paraviは初回のみ7月15日）の正午より配信。

## 用語
- プレゼンター - 商品の使い勝手の良さや魅力を伝えるテレビ通販の出演者。売れるも売れないもプレゼンターの腕次第。
- ナビゲーター - 商品を売りやすいように誘導するテレビ通販の司会者。プレゼンターと息を合わせて番組を進行する。
- 熱売（ねつばい）- プレゼンターが商品が大好きで、100%気持ちが入って商品を紹介している状態。
- NGワード - 商品の適用範囲や効果を約束する誤解を招く具体的な言葉。前者は「しわ」「腰痛」、後者は「確実」「絶対」など。

## 登場アイテム
劇中の「ザ・ショッピングSHOW」登場のアイテム。
| 各話   | 登場アイテム                               | 説明                                                                             |
| ------ | ------------------------------------------ | -------------------------------------------------------------------------------- |
| 第1話  | チョッパーチョッパー                       | みじん切り器。ハンドルを引っ張るだけで食材を素早くみじん切りにできる。           |
| 第2話  | マクラッパン                               | 抱き枕。パンのようなもっちもちの触感。理想的な寝姿勢とリラックス効果が得られる。 |
| 第3話  | マクラッパン                               | 抱き枕。パンのようなもっちもちの触感。理想的な寝姿勢とリラックス効果が得られる。 |
| 第9話  | マクラッパン                               | 抱き枕。パンのようなもっちもちの触感。理想的な寝姿勢とリラックス効果が得られる。 |
| 最終話 | マクラッパン                               | 抱き枕。パンのようなもっちもちの触感。理想的な寝姿勢とリラックス効果が得られる。 |
| 第3話  | ウルトラウェーブマシン                     | 「有酸素運動」「筋トレ運動」「体幹運動」の3つの運動が同時に出来る振動マシン。    |
| 第4話  | ウルトラウェーブマシン                     | 「有酸素運動」「筋トレ運動」「体幹運動」の3つの運動が同時に出来る振動マシン。    |
| 第9話  | ウルトラウェーブマシン                     | 「有酸素運動」「筋トレ運動」「体幹運動」の3つの運動が同時に出来る振動マシン。    |
| 最終話 | ウルトラウェーブマシン                     | 「有酸素運動」「筋トレ運動」「体幹運動」の3つの運動が同時に出来る振動マシン。    |
| 第4話  | ハイパーストーンバリアフライパン           | 10層構造のコーティングでアルミ基材を強力にバリアした、焦げ付きにくいフライパン。 |
| 第5話  | マックスホワイトトリプルプラス             | 洗顔、パック、角質ケア、毛穴ケア、くすみ汚れケアをこなすトリートメントパック     |
| 第5話  | ナノミプラス                               | 特許取得の「ナノバブル」発生装置搭載の肌を美しく見せる節水シャワーヘッド。       |
| 第8話  | ナノミプラス                               | 特許取得の「ナノバブル」発生装置搭載の肌を美しく見せる節水シャワーヘッド。       |
| 第9話  | ナノミプラス                               | 特許取得の「ナノバブル」発生装置搭載の肌を美しく見せる節水シャワーヘッド。       |
| 第6話  | 亀田屋の圧力鍋                             | IHコンロ対応で軽さを追求した使い勝手のよいステンレス製圧力鍋。                   |
| 第8話  | ジャンピングトランポリン                   | トランポリンの様に体幹＆筋肉トレーニングと有酸素運動がこなせるアイテム。         |
| 第9話  | ムー・ミューニョン                         | 顔の引き締めに特化した美顔器。                                                   |
| 第9話  | プラセンタプレミアム・ビューティエッセンス | プラセンタを配合した無水美容液。                                                 |

- これらは、TBSが運営する通販サイト「TBS SHOPPING」で劇中登場アイテムとして実際に販売された[26]。